# Терсо
Те́рсо (англ. Thurso, шотл. гел. Inbhir Theòrsa) — містечко в Шотландії, в області Гайленд,  розташоване на відстані 180 км на північ від міста Інвернесса.  До 1975 року містечко було в складі області Кейтнесс. Населення  міста становило 8 418 осіб в 2001 році.  
Давньоскандинавською мовою "Thjórsá" означає "Бугайова річка".  